# Gjerpens kommun
Gjerpens kommun (norska: Gjerpen kommune) var en kommun i Telemark fylke i sydöstra Norge. Kommunen omfattade den östra delen av nuvarande Skiens kommun (ett område norr och öster om staden Skien). Orten Gjerpen utgjorde kommunens centralort.

## Administrativ historik
Gjerpens kommun upprättades den 1 januari 1838 (som Gjerpen formannskapsdistrikt) när Formannskapslovene från 1837 trädde i kraft.
Mellan 1903 och 1920 genomfördes ett antal gränsregleringar med grannkommuner:
- 1 januari 1903: obebott område från Sauherads kommun
- 1 juli 1916: bebott område (1 332 invånare) till Skiens kommun
- 1 juli 1920: bebott område (437 invånare) till Porsgrunns kommun

Den 1 januari 1964 gick Gjerpens kommun, tillsammans med Solums kommun och en del av Holla kommun, upp i Skiens kommun. Kommunens hade då 15 300 invånare.
Den 1 januari 1968 överfördes delar av de tidigare kommunerna Gjerpen och Solum (med totalt 3 554 invånare) från Skiens kommun till Porsgrunns kommun.